# Gianni B
Gianni B è un singolo del rapper italiano Gianni Bismark pubblicato il 14 dicembre 2018.

## Tracce
1. Gianni B – 2:24